# Blenda (opera)

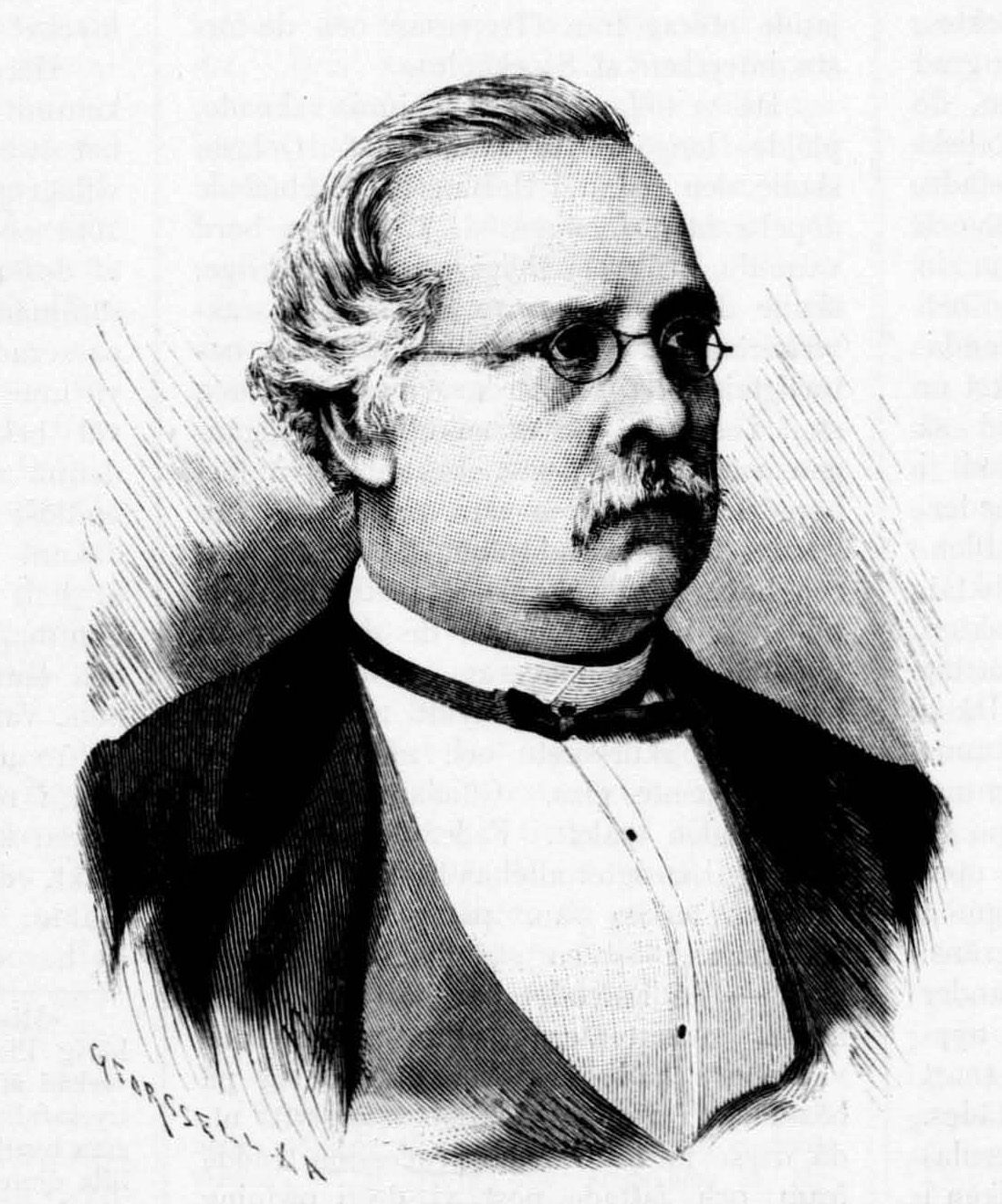
Per August Ölander

Blenda är en svensk opera (Opera-dikt) i fyra akter med musik av Per August Ölander och libretto av Ernst Wallmark och Ludvig Josephson efter den senares pjäs med samma namn.

## Bakgrund
Den historiska Blenda skapades 1691 av brukspatron Petter Rudebeck på Huseby i Småland i syfte att bevara den värendska arvsrätten för kvinnor när den hotades av den statliga skattekommissionen. Enligt Blendasägnen samlade hon en här av kvinnor som besegrade danskarna medan deras män krigade i Norge. Librettisterna Josephson och Wallmark försummade inte likheten med jungfrun av Orleans. Även Blenda av Kongas härad offrar sig för en god sak - freden, efter att ha kastat sig mellan den danske härföraren Nils Dotta och sin make Harald i en strid som både gällde hennes gunst och ländernas ära.

## Historia
Librettisternas kommentarer i slutversionen vittnar om meningsskiljaktigheter kring slutversionen, vilken Ölander hade tagit sig friheten att ändra. Förutom ändringar av texten i framför allt den tredje akten, så strök Ölander den fjärde akten helt. Lite förvirrande är då att den tryckta utgåvan av librettot innehåller fem akter, men Ölander har alltså inte satt någon musik alls till den fjärde akten.
Operan hade premiär den 26 april 1876 på det Gustavianska operahuset (efter 1892 benämnt Kungliga Operan) i Stockholm och spelades sjutton gånger fram till 1879. De verkliga publikframgångarna uteblev dock. En förklaring varför Blenda lades ner efter sjutton utsålda hus kan vara att operans hovkapellmästare Ludvig Norman, som hjälpt Ölander med instrumenteringen, drog sig tillbaka från sin tjänst redan 1879. Men mera sannolikt är att Ölander hade bittra fiender. "Jag känner sannerligen ingen lust att stämma någon lyra för er skull", utbrast hans librettist, den till Norge bortintrigerade regissören Josephson, som tröttnat på Ölanders brev, "fulla av ohövligheter och bornerade maktspråk". En enda men viktig vän hade han dock. Det var kung Oscar II, som bestämde att Blenda skulle få hans pris för bästa svenska opera på ett nordiskt ämne. Ölander blev ytterst lycklig och "supfärdig med sina 5 000 i näven", noterade operachefen Erik af Edholm i sin dagbok.
1997 gjorde skivbolaget Sterling en inspelning (utgiven på CD 2019) i Berwaldhallen av operan med Sveriges Radios symfoniorkester och kör under ledning av dirigenten Michael Bartosch och med solisterna Karin Ingebäck (Blenda), Mattias Ermedahl (Harald), Lars-Erik Jonsson (Johan), Stig Tysklind (Kardinalen), Jesper Taube (Kung Sverker), Fredrik Zetterström (Nils Dotta), Mikael Axelsson (Sven Grate), Ragnar Bohlin (Riddar Karl) och Ragnar Bodén (Biskopen).
Musikprofessorn Anders Wiklund restaurerade partituret och skrev ut orkester- och sångstämmorna; professor Tomas Löndahl planerade Musikradions hittills mest komplicerade egenproduktion; och dirigenten Michael Bartosch började inspelningen med tredje akten 1997, fortsatte med första akten 1999 och avslutade arbetet med resten år 2000.

### Om operan
I Svensk operakonst av Alfred Rundberg framhävs verkets måttfullhet, dramatiska träffsäkerhet och lyriska kvaliteter. På det hela taget tycks Rundberg placera Ölander helt i nivå med mer ryktbara svenska operakompositörer från den tiden, såsom Franz Berwald och Ivar Hallström. De lyriska kvalitéerna i Blenda noterades också av samtiden. Ölander avskydde Richard Wagner och torde i stället ha studerat den unge Giuseppe Verdi i dennes sätt att komponera blodfullt och spännande. Även om Ölander inte var någon beundrare av Wagner demonstrerar verket en medvetenhet om honom. Exempelvis liknas Värendsflickorna vid valkyrior och, även om karaktärerna inte på något konsekvent sätt kan särskiljas genom olika ledmotiv, tyder det symboliska samspelet mellan musik och dramatik på att Wagners inflytelserika idéer om operan som organiskt allkonstverk inte var okända. Liknande tankar fann dock företrädare i Sverige, men då främst i litteraturen, som exempelvis i Almqvists Amorina. Liksom i Amorina förlänar musiken i Blenda, i samklang med estetiken hos Schelling och andra romantiska idéer från tiden, en romantisk-symbolisk dimension åt dramat.
Mycket av den senare kritiken har snarare utgått från en snäv och (idag) tämligen daterad nationalistisk estetik. I sin Svensk Musikhistoria skriver Arne Aulin och Herbert Connor om Ölanders "mer melodiösa än nationella opera", och i sin Operans Historia skriver även Folke H. Törnblom att Blenda trots det kungliga priset inte "var någon storartad nationell musikalisk manifestation". Lika skilda meningar existerar rörande influenserna bakom Blenda. Enligt musikprofessor Mattias Lundberg röjer både formen och innehållet en stark påverkan av Meyerbeer. Med sina fyra (fem i skådespelet) akter, fylliga orkestrering, frekventa och dramatiska körinslag, storslagna scenarrangemang erinrar Blenda också om Meyerbeers extravaganta och storskaliga scenverk. Denna tolkning står dock i bjärt kontrast till Alfred Rundbergs analys, där Ölanders mindre framgångsrika karriär som operakompositör förklaras av tendensen att "alltför slaviskt binda sig vid en stor mästares stil och idéprogram". Som förebild lyfter Rundberg främst fram Weber.

## Personer
| Roller                       | Röstläge | Premiärbesättning den 26 april 1876. (Dirigent: Ludvig Norman) |
| ---------------------------- | -------- | -------------------------------------------------------------- |
| Blenda                       | Sopran   | Louise Pyk                                                     |
| Harald, hennes trolovade     | Tenor    | Oscar Arnoldson                                                |
| Johan, son till kung Sverker | Tenor    | Harald Torsslow                                                |
| Kardinal Nicolaus Albanensis | Bas      | Helmer Strömberg                                               |
| Kung Sverker av Sverige      | Baryton  | Sven Lars Wilhelm Lundvik                                      |
| Nils Dotta, dansk hövding    | Baryton  | Robert Ohlsson                                                 |
| Kung Sven Grate av Danmark   | Baryton  | Per Janzon                                                     |
| Riddar Karl, dansk hövding   | Tenor    | Johan Malmsjö                                                  |
| Biskopen                     | Bas      |                                                                |

## Handling
Akt I

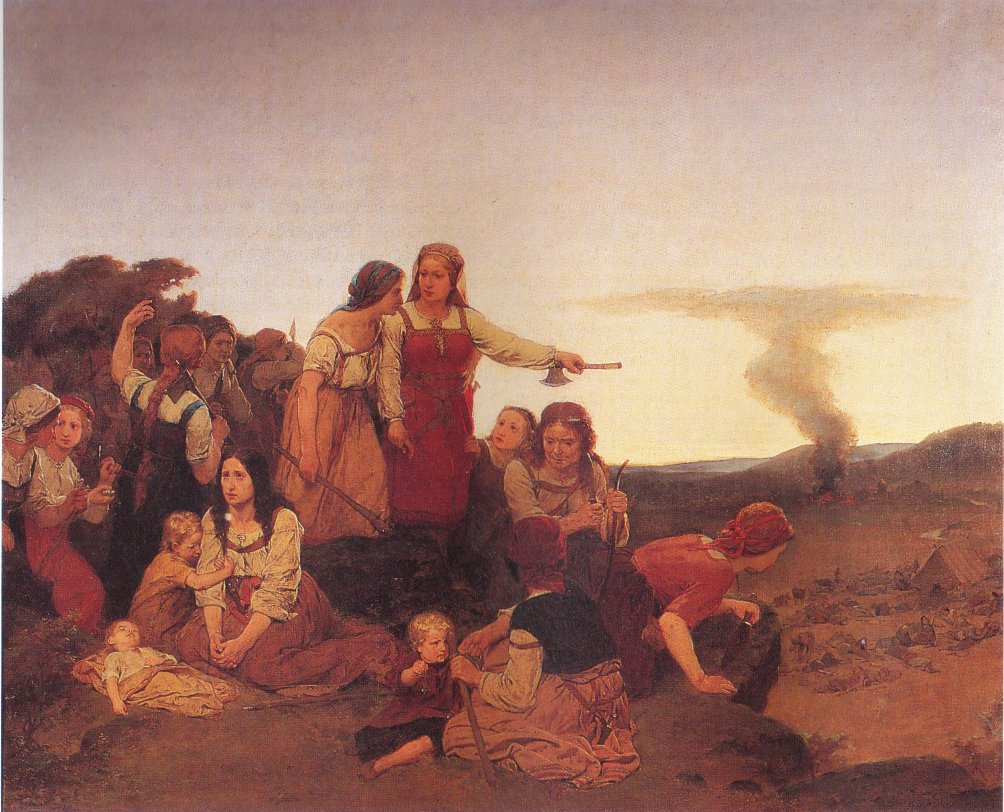
Blenda uppmanande Värendskvinnorna att hämnas danskarnas härjningar av August Malmström, 1860.

Första akten utspelar sig framför en klosterkyrka i Linköping. Här har den svenske kungen Sverker, hans son Johan, den danske hövdingen Nils Dotta, den skånske adelsmannen Harald och en hel mängd bönder samlats. Kyrkans kardinal försöker förgäves dämpa den upproriska stämningen hos folket. Men inte ens kung Sverkers önskan att sitt rike "fridsamt styra" hjälper. Ledda av Harald vägrar folket att lämna ifrån sig sina vapen och besvarar Nils Dottas maningar om detta med stridsrop. När så en skara beväpnade smålandsbönder och de krigiska värendsflickorna, anförda av den betagande Blenda, träder ut ur kyrkan är kriget ett faktum. Kardinalen bryter då taktiskt sida och nedbringar kyrkans välsignelse över den kamp han nyss brännmärkt som en hednisk vendetta. Johan protesterar dock mot att låta sig ledas i krig av en kvinna. Blenda avslöjar då att det i själva verket är han som utlöst konflikten genom att enlevera hustrun till en dansk adelsman.
Akt II
I en svensk bondstuga, där danska krigare samlats för att fira sitt hitintills lyckosamma krigsföretag, ventileras motstridiga känslor inför Blendas motstånd. Sven Grate förordar att hon skall "skymfas" och "sedan dräpas" medan Dotta, bevekad av hennes skönhet och mod, tvivlar om det skäliga i att fortsätta kriget. Grate kallar honom hånfullt för förrädare, men Dotta avslöjar då att han på vägen dit tagit Blenda till fånga. Dotta öppnar en järndörr och Blenda träder ut med svärdet i sin hand. Ett häftigt meningsutbyte uppstår då Grate genast försöker avväpna Blenda, som emellertid får oväntat stöd av en svensk bondehär som anfaller stugan.
Akt III
I en skymmande skogslund ger en ensam Blenda uttryck för sin krigsleda och oro för sin älskade Harald och faller sedan i sömn. Hon vaknar av den annalkande Dotta, som förklarar henne sin kärlek och vill rädda henne med sig till Danmark. Prins Johan, ledande en trupp svenska krigare, anländer. Ett häftigt meningsutbyte uppstår. Johan vill ta båda till fånga, men soldaterna lystrar hellre till Blenda, som av motvilja mot Johan vill skydda Dotta. Dotta förs oskadd bort på Blendas order. Johan avväpnar sedan själv Blenda. Hennes skönhet tänder hans begär, men olycksbådande och osynliga anderöster hindrar Johan från att leva ut sina lustar. Akten avslutas med en dialog mellan Blenda och vålnaderna efter de stupade värendsflickorna.
Akt IV
Blenda uppträder ensam i vanlig bonddräkt och besjunger sin hembygd på gränsen till Småland. Den samlade svenska bondehären med kung och gudsmän anländer till en kyrka intill. De verkar tro att Blenda har stupat och misströstar om framgång. Blenda hör dem men led vid att inspirera till mer blodspillan flyr hon i förtvivlan. I kyrkan ber Harald en bön om seger, som dock avbryts av Blendas sorgsna sång utanför. På Haralds uppmaning träder Blenda till allas fröjd fram. Ett nytt hopp om framgång väcks. Blenda uttrycker ovilja att leda striden så länge den usle Johan finns i de egna leden och vill inte tvingas strida mot Dotta. Harald meddelar då att Johan stenats till döds av det förargade folket och att Dotta nu leder de danska styrkorna. Till freds med detta bud och medveten om Dottas ovilja att skada henne förklarar sig nu Blenda åter villig att leda kampen för kung och fosterland till ett lyckosamt slut. Kung Sverker överlämnar fanan till Blenda och med den svenska hären ger hon sig i väg mot fienden. Under våldsamma strider dödas många danska soldater medan andra flyr. Nils Dotta blir kvar ensam och Harald försöker ta honom till fånga. Dotta vägrar ge sig och dör hellre för sitt land än låter sig fångas. Harald och Dotta börjar att fäktas och när Harald måttar det avgörande hugget kastar sig Blenda emellan dem och träffas. Hon faller ned dödligt sårad. Under tiden strömmar svenska soldater till och tror att Dotta dödat henne, och vill hämnas. Harald förklarar att hon fallit för hans svärd och att hugget var ämnat för Dotta. Kung Sverker kommer och stämningen lugnar sig. Blenda kommer åter till sans och stödd av Harald och Dotta reser hon sig till hälften. Hon säger att hon inte kunde tänka sig en skönare död än offret för försoning mellan Nordens folk. Hon förklarar att med sin död skall konflikten äntligen kunna biläggas. Hon sammanför Haralds och Dottas händer och beseglar försoningen. Hon tar farväl och dör. Harald och Dotta bryter sina svärd och omfamnar varandra. Kung Sverker vill som äreminne till Blenda resa en sten som för eftervärlden skall berätta om hennes liv och gärning.